# Козьмодемьяновский сельсовет (Амурская область)
Козьмодемья́новский сельсове́т — сельское поселение в Тамбовском районе Амурской области.
Административный центр — село Козьмодемьяновка.

## История
11 июня 2005 года в соответствии с Законом Амурской области № 29-ОЗ муниципальное образование наделено статусом сельского поселения.
Законом Амурской области от 7 мая 2015 года № 537-ОЗ,
Козьмодемьяновский и Лазаревский сельсоветы объединены в Козьмодемьяновский сельсовет.

## Население
| 2002  | 2010  | 2011  | 2012  | 2013  | 2014  | 2015  |
| ----- | ----- | ----- | ----- | ----- | ----- | ----- |
| 2157  | ↘1890 | ↗1891 | ↘1888 | ↘1845 | ↘1842 | ↗1844 |
| 2016  | 2017  | 2018  | 2021  |       |       |       |
| ↗2159 | ↘2135 | ↘2105 | ↘1939 |       |       |       |

## Состав сельского поселения
| № | Населённый пункт | Тип населённого пункта       | Население |
| - | ---------------- | ---------------------------- | --------- |
| 1 | Козьмодемьяновка | село, административный центр | ↘1449     |
| 2 | Лазаревка        | село                         | ↘314      |
| 3 | Липовка          | село                         | →131      |
| 4 | Чуевка           | село                         | ↘178      |